# Cai Shangjun
Cai Shangjun (蔡尚君S, Cài ShàngjūnP; Pechino, 1967) è un regista e sceneggiatore cinese.
Ha vinto il Leone d'argento per la miglior regia alla 68ª Mostra internazionale d'arte cinematografica di Venezia con Rénshānrénhǎi.

## Filmografia

### Regista
- Hóngsè kāngbàiyīn (2007)
- Rénshānrénhǎi (2011)
- Bīng zhīxià (2017)
- Rì guà zhōngtiān (2025)

### Sceneggiatore
- Àiqíng málàtàng, regia di Zhang Yang (1997)
- La doccia (Xǐzǎo), regia di Zhang Yang (1999)
- Xiàngrìkuí, regia di Zhang Yang (2005)
- Hóngsè kāngbàiyīn (2007)
- Rénshānrénhǎi (2011)
- Rì guà zhōngtiān (2025)

## Riconoscimenti
- Mostra del cinema di Venezia
  - 2011 – Leone d'argento - Premio speciale per la regia per Rénshānrénhǎi
  - 2011 – In concorso (Leone d'oro) con Rénshānrénhǎi
  - 2025 – In concorso (Leone d'oro) con Rì guà zhōngtiān
- Festival des 3 Continents
  - 2011 – Mongolfiera d'argento per Rénshānrénhǎi
  - 2011 – In concorso (Mongolfiera d'oro) con Rénshānrénhǎi